# Mimito Biai
Atair Mimito Rocha Biai, hay Mimito Biai (sinh ngày 12 tháng 12 năm 1997) là một cầu thủ bóng đá người Bồ Đào Nha thi đấu cho Vitória Guimarães B, ở vị trí tiền vệ.

## Sự nghiệp bóng đá
Vào ngày 11 tháng 9 năm 2016, Biai có màn ra mắt cho Vitória Guimarães B trong trận đấu tại LigaPro 2016–17 trước Portimonense.